# 쿨피
쿨피(힌디어: क़ुल्फ़ी)는 말라이를 얼려 만든 남아시아의 전통 빙과이다. 전통적으로는 물소젖으로 만든 말라이를 사용하지만, 현대에는 소젖(우유)을 사용하는 경우도 많다. 일반 아이스크림과 달리 휘저어 공기를 넣지 않고 만들기 때문에, 밀도가 높아 더 단단하고 크리미하다. 망고, 장미, 카다멈, 사프란, 피스타치오 등의 맛이 흔하며, 전통적으로 마트카라는 토기에 담아 얼려 내거나 하드처럼 막대에 꽂아 얼려 낸다.

## 사진

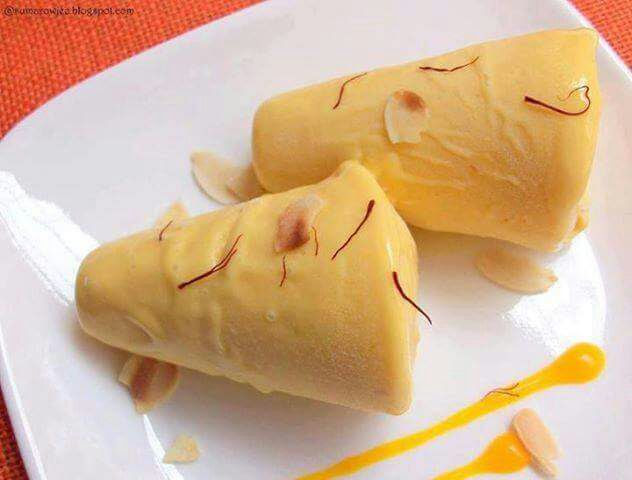
망고 쿨피

## 같이 보기
- 팔루다